# Rugby 7 femenino en los Juegos del Pacífico 2011
El Rugby 7 femenino en los Juegos del Pacífico 2011 se jugó entre el 31 de agosto y 1 de septiembre de 2011 en el Estadio Numa-Daly Magenta de Numea y participaron 8 selecciones de Oceanía.
Fiyi venció en la final a Samoa para ganar la medalla de oro.

## Desarrollo
| Pos. | Equipo             | Encuentros | Encuentros | Encuentros | Encuentros | Tantos  | Tantos    | Tantos     | Puntos |
| Pos. | Equipo             | jugados    | ganados    | empatados  | perdidos   | a favor | en contra | diferencia | Puntos |
| ---- | ------------------ | ---------- | ---------- | ---------- | ---------- | ------- | --------- | ---------- | ------ |
| 1    | Fiyi               | 6          | 6          | 0          | 0          | 224     | 19        | 205        | 24     |
| 2    | Samoa              | 6          | 5          | 0          | 1          | 104     | 60        | 44         | 20     |
| 3    | Papúa Nueva Guinea | 6          | 3          | 0          | 3          | 135     | 80        | 55         | 12     |
| 4    | Nueva Caledonia    | 6          | 3          | 0          | 3          | 89      | 76        | 13         | 12     |
| 5    | Islas Cook         | 6          | 2          | 1          | 3          | 65      | 96        | -31        | 10     |
| 6    | Tahití             | 6          | 0          | 2          | 4          | 34      | 169       | -135       | 4      |
| 7    | Guam               | 6          | 0          | 1          | 5          | 24      | 180       | -156       | 2      |

#### Quinto al Séptimo puesto
|  | Semifinal | Semifinal | Semifinal |      |            | Quinto puesto | Quinto puesto | Quinto puesto |  |
|  |           |           |           |      |            |               |               |               |  |
|  |           |           |           |      |            |               |               |               |  |
|  | Guam      | Guam      | 27        |      |            |               |               |               |  |
|  | Guam      | Guam      | 27        |      |            |               |               |               |  |
|  | Tahití    | Tahití    | 0         |      |            |               |               |               |  |
|  | Tahití    | Tahití    | 0         |      | Islas Cook | Islas Cook    | 10            |               |  |
|  |           |           |           |      | Islas Cook | Islas Cook    | 10            |               |  |
|  |           |           | Guam      | Guam | 5          |               |               |               |  |
|  |           |           | Guam      | Guam | 5          |               |               |               |  |
|  |           |           |           |      |            |               |               |               |  |
|  |           |           |           |      |            |               |               |               |  |
|  |           |           |           |      |            |               |               |               |  |
|  |           |           |           |      |            |               |               |               |  |

#### Medalla de bronce
|  | Medalla de Bronce  |                    |    |  |
|  |                    |                    |    |  |
|  | Papúa Nueva Guinea | Papúa Nueva Guinea | 19 |  |
|  | Papúa Nueva Guinea | Papúa Nueva Guinea | 19 |  |
|  | Nueva Caledonia    | Nueva Caledonia    | 5  |  |
|  | Nueva Caledonia    | Nueva Caledonia    | 5  |  |

#### Medalla de oro
|  | Medalla de Oro |       |    |  |
|  |                |       |    |  |
|  | Fiyi           | Fiyi  | 43 |  |
|  | Fiyi           | Fiyi  | 43 |  |
|  | Samoa          | Samoa | 7  |  |
|  | Samoa          | Samoa | 7  |  |